# علی غلیوم
علی غلیوم (عربی: علي غليوم؛ زادهٔ ۲۰ ژوئن ۱۹۸۷) بازیکن فوتبال اهل سوریه است.
از باشگاه‌هایی که در آن بازی کرده‌است می‌توان به باشگاه ورزشی الشرطه (سوریه) و باشگاه ورزشی الوثبه اشاره کرد.
وی همچنین در تیم‌های ملی فوتبال زیر ۲۳ سال سوریه، و سوریه بازی کرده‌است.